# كالي يوهانسون (مغني)
كالي يوهانسون (بالسويدية: Kalle Johansson)‏ هو مغني سويدي، ولد في 1997 في Torsås ‏ في السويد.

## روابط خارجية
- كالي يوهانسون على موقع IMDb (الإنجليزية)
- كالي يوهانسون على موقع ميوزك برينز (الإنجليزية)
- كالي يوهانسون على موقع ديسكوغز (الإنجليزية)